# 蒲察合住
蒲察合住（？—1224年），金朝酷吏，女真族，蒲察氏。
蒲察合住以吏出身，后来被金宣宗完颜珣所信用，声势显赫。他为人残苛，人人都知道他蠹国害民，但是不敢言。兴定年间，乘驸马仆散阿海之狱，大肆株连，使朝臣人人自危。正大元年（1224年），以秘书监、权吏部侍郎转任恒州刺史。蒙古帝国大军攻入陕西，关中震动。有人告发他赴恒州，计划北逃蒙古，亲属于是被监禁，心怀怨恨。不久被御史所弹劾，被处斩于开封府门之下。